# U.S. Route 3
U.S. Route 3 (också kallad U.S. Highway 3 eller med förkortningen US 3) är en amerikansk landsväg. Den går ifrån Cambridge, Massachusetts i söder till Chartierville i Québec, Kanada i norr och sträcker sig 445,7 km. 
Vägen passerar igenom de större städerna Boston, Lowell, Nashua och Manchester.